# Zizi
Zizi va ser un rei de Mari, a l'antiga Mesopotàmia, una ciutat-estat que dominava comercialment el curs mitjà de l'Eufrates.
Era el quart rei conegut de Mari, i el seu regnat s'hauria de situar entre els anys 2540 aC i 2520 aC, segons unes cronologies, o bé entre el 2423 aC i el 2403 aC segons altres fonts. Els historiadors coincideixen que els 19 reis de Mari que es coneixen abans de la invasió del territori per part del rei Sargon d'Accad, s'han de situar entre els anys 2700 aC i 2400 aC.
El rei Zizi es menciona en una de les tauletes d'Ebla, que diu que portava per epítet "El més complet", i indica que el seu successor va ser Limer. Ebla era una ciutat-estat actualment localitzada a Síria, tributària en aquell temps del regne de Mari.